# Água Creola
Água Creola ist ein Ort im Distrikt Mé-Zóchi auf der Insel São Tomé im Inselstaat São Tomé und Príncipe. 2012 wurden 203 Einwohner gezählt.

## Geographie
Der Ort liegt im Westen der Hauptstadt auf einer der Anhöhen südwestlich von Bobo Forro.